# Nowa Wieś (Kolbuszowa)
Pour les articles homonymes, voir Nowa Wieś.
Nowa Wieś est une localité polonaise de la gmina et du powiat de Kolbuszowa en voïvodie des Basses-Carpates.